# Cilinder (pokrivalo)
Cilinder je moško trdo, po navadi črno slavnostno pokrivalo iz svilenega blaga felbel.
Standardni cilindri so izdelani iz togega kartona ali tanke lepenke in prevlečeni z blagom. Obstajajo tudi zložljivi cilindri, ki imajo ohišje iz žice, prevlečeno z blagom.
Znan je izraz Povleči zajčka iz cilindra, ko nekdo okolico preseneti z novimi argumenti ali idejami. 